# Jean Luc Ponty
Jean Luc Ponty (født 29. september 1942 i Avranches, Frankrig) er en fransk/amerikansk violinist og komponist.
Ponty har spillet med Frank Zappa, Chick Corea, Mahavishnu Orchestra, Return to Forever, John Mclaughlin, Allan Holdsworth, George Duke, Billy Cobham, Philip Catherine, Miroslav Vitous, George Gruntz, Al Di Meola, Stanley Clarke etc. Han emigrerede til USA i (1969), og kom hurtigt med i Frank Zappa´s orkester, hvor han fik sit internationale gennembrud. Ponty har ledet og indspillet med egne grupper. Han spiller både akustisk violin og elektrisk violin. Hans lp Enigmatic Ocean (Atlantic, 1977), bliver anset som en milepæl i fusionsmusikken fra 1970´erne.

## Udvalgt Diskografi i eget navn
- Jazz Long Playing (1964)
- Sunday Walk (1967)
- Violin Summit with Stuff Smith, Stephane Grappelli, Svend Asmussen (1967)
- More Than Meets the Ear (1968)
- Electric Connection (1969)
- Upon the Wings of Music (1975)
- Jean-Luc Ponty (1976)
- Aurora (1976)
- Cantaloupe Island (1976)
- Imaginary Voyage (1976)
- Enigmatic Ocean (1977)
- Live at Donte's (1978)
- Cosmic Messenger (1978)
- A Taste for Passion (1979)
- Live (1979)
- Individual Choice (1983)
- Open Mind (1984)
- Fables (1985)
- The Gift of Time (1987)
- Storytelling (1989)
- Individual Choice (1983)
- Open Mind (1984)
- Fables (1985)
- The Gift of Time (1987)
- SIndividual Choice (1983)

## Udvalgt Diskografi som Sideman
- Hot Rats (1969) - med Frank Zappa
- Shut Up 'n Play Yer Guitar (1981) -med Frank Zappa
- You Can't Do That On Stage Anymore Vol. 6 (1992) - med Frank Zappa
- Apocalypse (1974) - med Mahavishnu Orchestra
- Visions of the Emerald Beyond (1975) - med Mahavishnu Orchestra
- The Mahavishnu Orchestra & John McLaughlin (1979) - med Mahavishnu Orchestra og John Mclaughlin
- My Spanish Heart (1976) - med Chick Corea
- Chick Corea (1987) - med Chick Corea
- The Mothership Returns (2012) - med Return to Forever

## Eksterne Henvisninger
- Homepage